# Ženski svetovni rekord v štafeti 4 x 100 m
Ženski svetovni rekord v štafeti 4 x 100 m. Prvi uradno priznani rekord je leta 1922 postavila češkoslovaška štafeta v postavi Marie Mejzlíková I, Marie Bakovská, Marie Jirásková in Marie Mejzlíková II s časom 53,2 s, aktualni rekord pa je postavila ameriška štafeta v postavi Tianna Madison, Allyson Felix, Bianca Knight in Carmelita Jeter 10. avgusta 2012 s časom 40,82 s. Mednarodna atletska zveza uradno priznava 46 rekordov.

## Razvoj rekorda

### 1936 - 1973
| Čas (s) | Avtom. | Država                        | Postava                                                                     | Prizorišče       | Datum              | Vir   |
| ------- | ------ | ----------------------------- | --------------------------------------------------------------------------- | ---------------- | ------------------ | ----- |
| 53,2    |        | Češkoslovaška                 | Marie Mejzlíková I, Marie Bakovská, Marie Jirásková, Marie Mejzlíková II    | Pariz            | 21. maj 1922       | [ 1 ] |
| 51,4+   |        | Združeno kraljestvo           | Mary Lines, Daisy Leach, Gwendoline Porter, Nora Callebout                  | Pariz            | 20. avgust 1922    | [ 1 ] |
| 50,4    |        | Nemčija                       | Lilli Henoch, Charlotte Köhler, Gerda Pöting, Cläre Voss                    | Köln             | 11. julij 1926     | [ 1 ] |
| 49,8    |        | Združeno kraljestvo           | Doris Scoular, Florence Haynes, Eileen Edwards, Rose Thompson               | Göteborg         | 29. avgust 1926    | [ 1 ] |
| 50,0    |        | Nemčija                       | Anneliese Jacke, Lieselotte Hellmann, Rose Drieling, Ilse Drieling          | Breslau          | 7. avgust 1927     | [ 1 ] |
| 50,0    |        | Francija                      | Georgette Gagneux, Lucienne Velu, Simone Warnier, Marguerite Radideau       | Pariz            | 15. julij 1928     | [ 1 ] |
| 49,8    |        | Nemčija                       | Rosa Kellner, Luise Holzer, Agathe Karrer, Lisa Gelius                      | Berlin           | 15. julij 1928     | [ 1 ] |
| 48,4    |        | Kanada                        | Fanny Rosenfeld, Etle Smith, Florence Bell, Myrtle Cook                     | Amsterdam        | 5. avgust 1928     | [ 1 ] |
| 49,0    |        | Nemčija                       | Ottilie Fleischer, Detta Lorenz, Emmy Haux, Charlotte Köhler                | Mannheim         | 30. junij 1929     | [ 1 ] |
| 49,0    |        | Nemčija                       | Rosa Kellner, Luise Holzer, Agathe Karrer, Lisa Gelius                      | Frankfurt        | 21. julij 1929     | [ 1 ] |
| 48,8    |        | Nemčija                       | Rosa Kellner, Luise Holzer, Agathe Karrer, Lisa Gelius                      | Nürnberg         | 30. julij 1930     | [ 1 ] |
| 46,9    |        | ZDA                           | Mary Carew, Evelyn Furtsch, Annette Rogers, Billie von Bremen               | Los Angeles      | 7. avgust 1932     | [ 1 ] |
| 46,5    |        | Tretji rajh                   | Emmy Albus, Käthe Krauß, Marie Dollinger, Grete Winkels                     | Köln             | 21. junij 1936     | [ 1 ] |
| 46,4    |        | Tretji rajh                   | Emmy Albus, Käthe Krauß, Marie Dollinger, Ilse Dörffeldt                    | Berlin           | 8. avgust 1936     | [ 1 ] |
| 46,1    | 46,23  | Avstralija                    | Shirley de la Hunty, Verna Johnston, Winsome Cripps, Marjorie Jackson       | Helsinki         | 27. julij 1952     | [ 1 ] |
| 45,9    | 46,14  | ZDA                           | Mae Faggs, Barbara Jones, Janet Moreau, Catherine Hardy                     | Helsinki         | 27. julij 1952     | [ 1 ] |
| 45,9    | 46,18  | Zvezna republika Nemčija      | Ursula Knab, Maria Sander, Helga Klein, Marga Petersen                      | Helsinki         | 27. julij 1952     | [ 1 ] |
| 45,6    |        | Sovjetska zveza               | Vera Kalašnikova, Sinaida Safronova, Nadežda Hnikina, Irina Turova          | Budimpešta       | 20. september 1953 | [ 1 ] |
| 45,6    |        | Sovjetska zveza               | Lidija Poliničenko, Galina Vinogradova, Sinaida Safronova, Maria Itkina     | Moskva           | 11. september 1955 | [ 1 ] |
| 45,2    |        | Sovjetska zveza               | Vera Krepkina, Olga Košeleva, Marija Itkina, Irina Bockarova                | Kijev            | 27. julij 1956     | [ 1 ] |
| 45,1    |        | Nemčija                       | Erika Fisch, Gisela Köhler, Christa Stubnick, Bärbel Mayer                  | Dresden          | 30. september 1956 | [ 1 ] |
| 44,9    | 45,00  | Avstralija                    | Shirley de la Hunty, Norma Croker, Fleur Mellor, Betty Cuthbert             | Melbourne        | 1. december 1956   | [ 1 ] |
| 44,9    | 45,07  | Nemčija                       | Maria Sander, Christa Stubnick, Gisela Köhler, Bärbel Mayer                 | Melbourne        | 1. december 1956   | [ 1 ] |
| 44,5    | 44,65  | Avstralija                    | Shirley de la Hunty, Norma Croker, Fleur Mellor, Betty Cuthbert             | Melbourne        | 1. december 1956   | [ 1 ] |
| 44,4    | 44,51  | ZDA                           | Martha Hudson, Lucinda Williams, Barbara Jones, Wilma Rudolph               | Rim              | 7. september 1960  | [ 1 ] |
| 44,3    |        | ZDA                           | Willye White, Ernestine Pollards, Vivianne Brown, Wilma Rudolph             | Moskva           | 15. julij 1961     | [ 1 ] |
| 43,9    | 43,92  | ZDA                           | Willye White, Wyomia Tyus, Marilyn White, Edith McGuire                     | Tokio            | 21. oktober 1964   | [ 1 ] |
| 43,9    |        | Sovjetska zveza               | Lilija Tkačenko, Galina Buharina, Vera Popkova, Ljudmila Samotjosova        | Leninakan        | 16. avgust 1968    | [ 1 ] |
| 43,6    |        | Sovjetska zveza               | Ljudmila Žarkova, Galina Buharina, Vera Popkova, Ljudmila Samotjosova       | Ciudad de México | 27. september 1968 | [ 1 ] |
| 43,4    | 43,50  | ZDA                           | Barbara Ferrell, Margaret Bailes, Mildrette Netter, Wyomia Tyus             | Ciudad de México | 19. oktober 1968   | [ 1 ] |
| 43,4    | 43,49  | Nizozemska                    | Wilma van den Berg, Mieke Sterk, Truus Hennipman, Corrie Bakker             | Ciudad de México | 19. oktober 1968   | [ 1 ] |
| 42,8    | 42,88  | ZDA                           | Barbara Ferrell, Margaret Bailes, Mildrette Netter, Wyomia Tyus             | Ciudad de México | 20. oktober 1968   | [ 1 ] |
| 42,8    | 42,81  | Zvezna republika Nemčija      | Christiane Krause, Ingrid Mickler-Becker, Annegret Richter, Heide Rosendahl | München          | 10. september 1972 | [ 1 ] |
| 42,6    |        | Nemška demokratična republika | Petra Kandarr, Renate Stecher, Christina Heinich, Doris Selmigkeit          | Potsdam          | 1. september 1973  | [ 1 ] |
| 42,6    |        | Nemška demokratična republika | Doris Maletzki, Renate Stecher, Christina Heinich, Bärbel Eckert            | Vzhodni Berlin   | 24. avgust 1974    | [ 1 ] |

### Od 1974
Od leta 1975 je Mednarodna atletska zveza potrjevala posebej ločene čase z elektronskim merjenjem za razdalje do 400 m. Od 1. januarja 1977 je za te discipline Mednarodna atletska zveza zahtevala popolnoma avtomatsko merjenje časa do stotinke sekunde natančno.
| Čas (s) | Država                        | Postava                                                           | Prizorišče      | Datum             | Vir   |
| ------- | ----------------------------- | ----------------------------------------------------------------- | --------------- | ----------------- | ----- |
| 42,51   | Nemška demokratična republika | Doris Maletzki, Christina Heinich, Bärbel Eckert, Renate Stecher  | Rim             | 8. september 1974 | [ 1 ] |
| 42,50   | Nemška demokratična republika | Carla Bodendorf, Marlies Göhr, Martina Blos, Renate Stecher       | Karl-Marx-Stadt | 29. maj 1976      | [ 1 ] |
| 42,27   | Nemška demokratična republika | Monika Hamaggionn, Marlies Göhr, Carla Bodendorf, Johanna Klier   | Potsdam         | 19. avgust 1978   | [ 1 ] |
| 42,10   | Nemška demokratična republika | Marita Koch, Ingrid Auerswald, Romy Schneider, Marlies Göhr       | Karl-Marx-Stadt | 10. junij 1979    | [ 1 ] |
| 42,09   | Nemška demokratična republika | Christina Brehmer, Romy Schneider, Ingrid Auerswald, Marlies Göhr | Torino          | 4. avgust 1979    | [ 1 ] |
| 42,09   | Nemška demokratična republika | Ingrid Auerswald, Romy Schneider, Marlies Göhr, Christina Brehmer | Vzhodni Berlin  | 9. julij 1980     | [ 1 ] |
| 41,85   | Nemška demokratična republika | Marlies Göhr, Ingrid Auerswald, Bärbel Wöckel, Romy Müller        | Potsdam         | 13. julij 1980    | [ 1 ] |
| 41,60   | Nemška demokratična republika | Marlies Göhr, Romy Müller, Ingrid Auerswald, Bärbel Eckert        | Moskva          | 1. avgust 1980    | [ 1 ] |
| 41,53   | Nemška demokratična republika | Silke Gladisch, Marlies Göhr, Marita Koch, Ingrid Auerswald       | Vzhodni Berlin  | 31. julij 1983    | [ 1 ] |
| 41,37   | Nemška demokratična republika | Silke Gladisch, Sabine Rieger, Ingrid Auerswald, Marlies Göhr     | Canberra        | 6. oktober 1985   | [ 1 ] |
| 40,82   | ZDA                           | Tianna Madison, Allyson Felix, Bianca Knight, Carmelita Jeter     | London          | 10. avgust 2012   | [ 2 ] |